# Flávio Costa
Flávio Rodrigues da Costa (né le 14 septembre 1906 à Carangola et mort le 22 novembre 1999 à Rio de Janeiro) était un joueur, et entraîneur de football brésilien.

## Biographie

### Entraîneur

#### Palmarès entraîneur
- Copa América 1949